# Pieter Pourbus

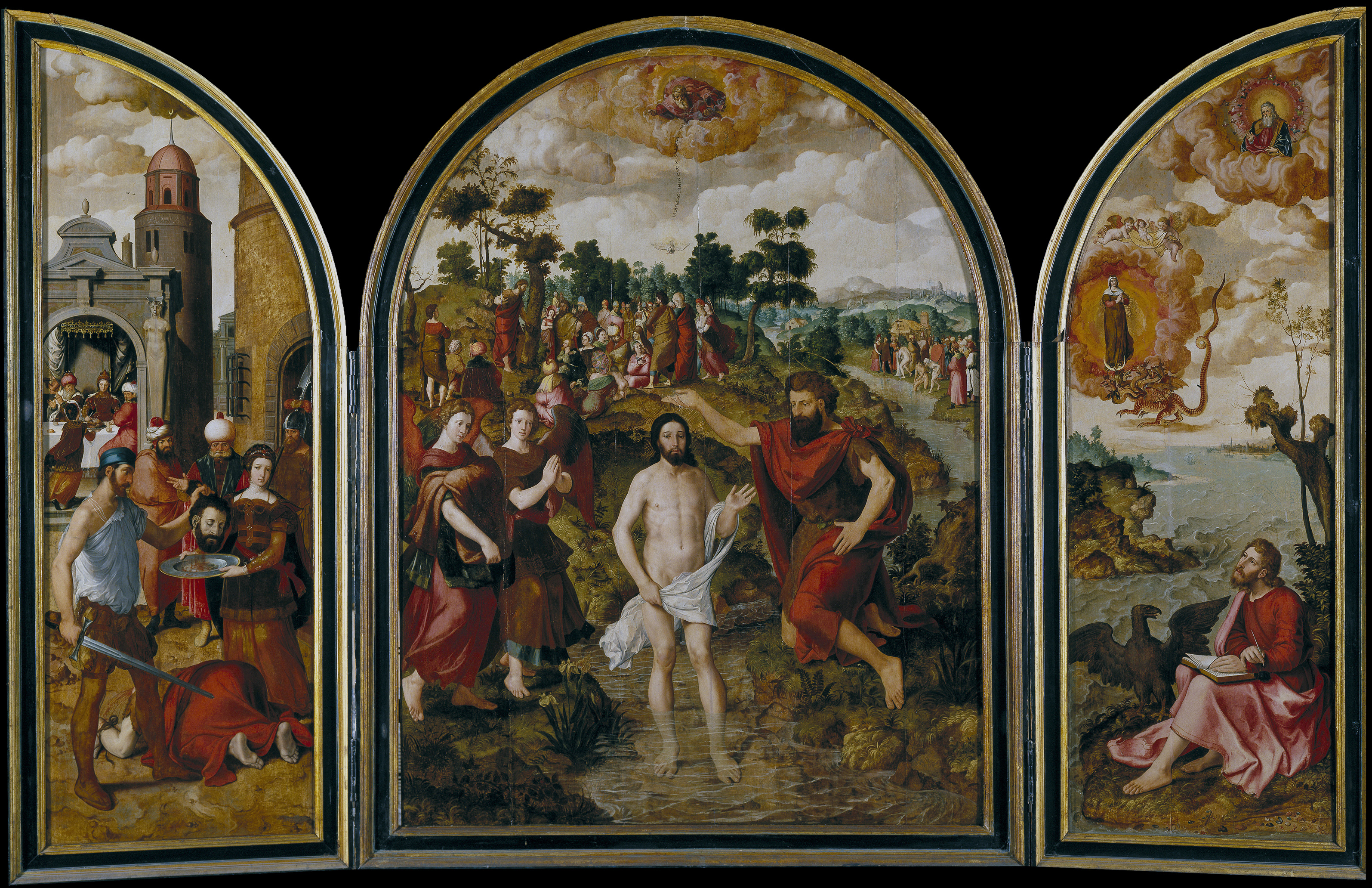
Pieter Pourbus, Trittico di San Giovanni, 1549.

Pieter Pourbus (Gouda, 1523 – Bruges, 30 gennaio 1584) è stato un pittore fiammingo.

## Biografia
Stabilitosi a Bruges intorno al 1540, nel 1543 fu ammesso alla corporazione dei pittori della città; nello stesso periodo si sposò con la sorella del pittore locale Lancelot Blondeel. Rimase a Bruges fino alla sua morte nel 1584.
Eccelleva nei generi di ritratti, tra cui ritrattistica di gruppo, scene allegoriche e pittura religiosa, come il monumentale dipinto ad olio Il giudizio universale (228,5 x 181 cm) ospitato nel Groeningemuseum di Bruges. La sua produzione comprende 40 dipinti firmati o documentati e altri 30 attribuiti. Realizzò anche progetti architettonici per la celebrazione dell'ingresso a Bruges del principe Filippo II di Spagna nel 1549.
Suo figlio Frans Pourbus il Vecchio (1545-1581) e suo nipote Frans Pourbus il Giovane (1569-1622) furono anche pittori e discepoli insieme ad Antoon Claeissens.